# Fridene landskommun
Fridene landskommun var en tidigare kommun i dåvarande Skaraborgs län.

## Administrativ historik
Kommunen inrättades i Fridene socken i Vartofta härad i Västergötland när 1862 års kommunalförordningar trädde i kraft.  
Vid Kommunreformen 1952 uppgick landskommunen i Fröjereds landskommun som (som kommun) upplöstes 1974 då denna del uppgick i Hjo kommun.